# Phallusia mammillata
Phallusia mammillata of witte zakpijp is een zakpijpensoort uit de familie van de Ascidiidae. De wetenschappelijke naam van de soort is, als Ascidia mammillata, voor het eerst geldig gepubliceerd in 1815 door Georges Cuvier.

## Beschrijving
De Phallusia mammillata is een solitair levende zakpijpensoort die kan uitgroeien tot een hoogte van ongeveer 20 cm. De mantel heeft een doorschijnende, blauwwitte kleur en is bedekt met onregelmatige ronde lobben. Dit manteldier wordt gevonden op rotsachtige, zanderige of modderige ondergronden in de noordoostelijke Atlantische Oceaan, de Noordzee, het Kanaal en de Middellandse Zee tot een diepte van ongeveer 200 meter.
Net zoals alle zakpijpen heeft P. mammillata een dikke leerachtige mantel die cellulose bevat. De mantel omsluit een zakvormige holte met aparte sifons waardoor water wordt aangezogen en afgevoerd. Het dier voedt zich met planktondeeltjes die het uit het binnenkomende zeewater filtert door het door een slijmvlies te leiden.